# Kenta Anraku
Kenta Anraku (安楽 健太 Anraku Kenta?, nacido el 23 de octubre de 1992 en Nara) es un futbolista japonés que se desempeña como centrocampista.

## Trayectoria

### Clubes
| Club             | País  | Año    |
| ---------------- | ----- | ------ |
| MIO Biwako Shiga | Japón | 2015   |
| Grulla Morioka   | Japón | 2016 - |

## Estadística de carrera

### J. League
| Club           | Año   | J. League | J. League | Copa J. League | Copa J. League | Total | Total |
| Club           | Año   | Part.     | Goles     | Part.          | Goles          | Part. | Goles |
| -------------- | ----- | --------- | --------- | -------------- | -------------- | ----- | ----- |
| Grulla Morioka | 2016  | 17        | 1         | -              | -              | 17    | 1     |
| Grulla Morioka | 2017  | 4         | 0         | -              | -              | 4     | 0     |
| Total          | Total | 21        | 1         | 0              | 0              | 21    | 1     |